# Szupertoronyugrás a 2015-ös úszó-világbajnokságon
2015. augusztus 3. és augusztus 5. között került megrendezésre oroszországi Kazanyban – az úszó-világbajnokság keretein belül – a szupertoronyugrás versenyszámára.

## A versenyszámok időrendje
A viadal eseményei helyi idő szerint (GMT +03:00):
| 2015. augusztus 3., hétfő | 2015. augusztus 4., kedd            | 2015. augusztus 5., szerda            |
| ------------------------- | ----------------------------------- | ------------------------------------- |
| 14:00 Férfi 1-3. kör      | 14:00 Női 1-2. kör 15:00 Női 3. kör | 14:00 Férfi 4. kör 15:00 Férfi 5. kör |

## A versenyen részt vevő nemzetek
A vb-n 16 nemzet 30 sportolója – 20 férfi és 10 nő – vett részt.
| Részt vevő nemzetek férfi / nő megbontásban | Részt vevő nemzetek férfi / nő megbontásban | Részt vevő nemzetek férfi / nő megbontásban | Részt vevő nemzetek férfi / nő megbontásban | Részt vevő nemzetek férfi / nő megbontásban | Részt vevő nemzetek férfi / nő megbontásban |
| ------------------------------------------- | ------------------------------------------- | ------------------------------------------- | ------------------------------------------- | ------------------------------------------- | ------------------------------------------- |
| nemzet                                      | F                                           | N                                           | nemzet                                      | F                                           | N                                           |
| Brazília                                    | 0                                           | 1                                           | Lengyelország                               | 1                                           | 0                                           |
| Bulgária                                    | 1                                           | 0                                           | Mexikó                                      | 3                                           | 1                                           |
| Csehország                                  | 1                                           | 0                                           | Németország                                 | 0                                           | 1                                           |
| Egyesült Királyság                          | 2                                           | 0                                           | Olaszország                                 | 1                                           | 0                                           |
| Fehéroroszország                            | 0                                           | 1                                           | Oroszország                                 | 3                                           | 0                                           |
| Franciaország                               | 1                                           | 0                                           | Spanyolország                               | 1                                           | 0                                           |
| Kanada                                      | 0                                           | 1                                           | Ukrajna                                     | 1                                           | 1                                           |
| Kolumbia                                    | 2                                           | 0                                           | USA                                         | 3                                           | 4                                           |

F = férfi, N = nő

## Eredmények

### Éremtáblázat
| #        | nemzet                          | arany | ezüst | bronz | összesen |
| 1        | Amerikai Egyesült Államok (USA) | 1     | 1     | 0     | 2        |
| 2        | Egyesült Királyság (GBR)        | 1     | 0     | 0     | 1        |
| 3        | Mexikó (MEX)                    | 0     | 1     | 0     | 1        |
| 4        | Fehéroroszország (BLR)          | 0     | 0     | 1     | 1        |
| 4        | Oroszország (RUS)               | 0     | 0     | 1     | 1        |
| összesen | összesen                        | 2     | 2     | 2     | 6        |

### Éremszerzők
| versenyszám | arany            | ezüst                   | bronz             |
| Férfi       | Gary Hunt        | Jonathan Paredes Bernal | Artyom Szilcsenko |
| Női         | Rachelle Simpson | Casilie Carlton         | Jana Nyesztyerova |

## Statisztika
| Nőknél                           | Nőknél                           | Nőknél                           | Férfiaknál                       | Férfiaknál                       | Férfiaknál                       |
| A viadal legfiatalabb sportolója | A viadal legfiatalabb sportolója | A viadal legfiatalabb sportolója | A viadal legfiatalabb sportolója | A viadal legfiatalabb sportolója | A viadal legfiatalabb sportolója |
| Sportoló neve                    | Kor (2015. augusztus 3. szerint) | Nemzet                           | Sportoló neve                    | Kor (2015. augusztus 3. szerint) | Nemzet                           |
| -------------------------------- | -------------------------------- | -------------------------------- | -------------------------------- | -------------------------------- | -------------------------------- |
| Jana Nyesztyerova                | 1992. június 14. (23 évesen)     | Fehéroroszország                 | Alessandro De Rose               | 1992. július 2. (23 évesen)      | Olaszország                      |
| A viadal legidősebb sportolója   |                                  |                                  |                                  |                                  |                                  |
| Sportoló neve                    | Kor (2015. augusztus 3. szerint) | Nemzet                           | Sportoló neve                    | Kor (2015. augusztus 3. szerint) | Nemzet                           |
| Ginger Huber                     | 1974. december 6. (40 évesen)    | USA                              | Orlando Duque                    | 1974. szeptember 11. (40 évesen) | Kolumbia                         |